# So This Is Christmas?
«So This Is Christmas?» (с англ. — «Так это Рождество?») — шестой и финальный эпизод американского телесериала «Соколиный глаз», основанного на персонажах Marvel Comics Клинте Бартоне и Кейт Бишоп. В данном эпизоде в игру вступает Уилсон Фиск. Клинт Бартон пытается разрешить проблемы с Еленой Беловой, а Кейт узнаёт, что за всеми событиями стояла её мать Элеонор. Действие эпизода происходит в медиафраншизе «Кинематографическая вселенная Marvel» (КВМ), и он напрямую связан с фильмами медиафраншизы. Сценарий написали Элиза Клемент и Джонатан Игла, а режиссёром выступил Риз Томас.
Джереми Реннер и Хейли Стайнфелд вновь исполняют соответствующие роли Клинта Бартона и Кейт Бишоп, главные роли также исполняют Вера Фармига, Тони Далтон, Фра Фи, Алекс Паунович, Пётр Адамчик, Линда Карделлини, Алаква Кокс, а также Винсент Д’Онофрио в роли Кингпина. Ава Руссо, Бен Сакамото и Кейд Вудворд вновь исполняют роли детей Бартона из предыдущих фильмов КВМ — Лайлы, Купера и Натаниэля, соответственно. Золотистый ретривер Джолт исполняет роль Лаки, Пицца-пса.
Съёмки проходили в Нью-Йорке, а дополнительные съёмки и озвучивание — в Атланте, штат Джорджия.
Эпизод «So This Is Christmas?» вышел на Disney+ 22 декабря 2021 года.

## Сюжет
Элеонор Бишоп встречается с Уилсоном Фиском и заявляет, что рвёт с ним все отношения. Их разговор на записи просматривают Клинт Бартон и дочь Элеонор, Кейт, которые узнают, что она убила Арманда III и подставила своего жениха Джека Дюкейна. Майя встречается со своим дядей и берёт «выходные». Кингпин подозревает свою племянницу в предательстве и решает напомнить всем, что он хозяин этого города.
Клинт и Кейт отправляются на мероприятие Элеонор в канун Рождества. Фиск посылает туда Кази, и он пытается убить Элеонору из снайперской винтовки с дома напротив, но затем, заметив Клинта, стреляет в него, однако выпущенная Клинтом стрела заставляет его покинуть точку обзора. Кейт сталкивается с Еленой Беловой, также прибывшей убить Бартона. Она пытается остановить Елену, а затем сталкивается с участниками организации «Мафия в трениках». Клинт борется с Кази и, одолев его, прыгает из окна небоскрёба, оказываясь на рождественской ёлке. Гриллс и остальные ролевики, замаскированные под официантов, помогают Кейт увести людей из битвы, а затем дерутся с бандитами. В бой также вступает выпущенный из полиции Джек и помогает ролевикам, используя свою саблю. Кейт роняет ёлку при помощи кислотных стрел и опускает Клинта на каток. Они побеждают участников Мафии в трениках, используя различные виды стрел. Кейт отправляется искать свою мать, а Клинт сталкивается с Еленой, желающей знать правду о гибели Наташи Романофф.
Прибывает Майя и нападает на Кази. Она просит своего парня перейти на её сторону, однако Кази отказывается, и Майя убивает его. Бартон использует фирменный свист Наташи и Елены, после чего убеждает Елену, что он знал Наташу намного больше, чем думает Елена, и говорит, что её сестра пожертвовала своей жизнью ради спасения мира, в результате чего Елена уходит.
Фиск не позволяет Элеонор сбежать, но на его пути встаёт Кейт. Они сражаются, и девушке удаётся оглушить Кингпина с помощью стрел Бартона и его фирменного подбрасывания монетки. Элеонор арестовывают за убийство Арманда III, а Фиск скрывается до того, как его находит полиция. В переулке он натыкается на Майю, которая наставляет на него пистолет, после чего камера поднимается вверх и раздаётся выстрел.
На следующий день Клинт берёт с собой Кейт и Лаки, бывшего Пицца-пса, и возвращается в свой фермерский дом, чтобы вместе с ними и своей семьёй отпраздновать Рождество. Он возвращает своей жене украденные часы организации «Щ.И.Т.», а затем сжигает свой костюм Ронина и обсуждает с Кейт её супергеройское прозвище.
В сцене после титров показывается полная сцена «Save the City» программы «Роджерс: Мюзикл».

## Отзывы
На сайте-агрегаторе рецензий «Rotten Tomatoes» эпизод имеет рейтинг 100 % со средней оценкой 7,6 из 10 на основе 7 отзывов.
Мэтт Пёрслоу из IGN поставил серии оценку 9 из 10 и написал, что «сплочённый и удовлетворительный финал получился за счёт разделения битвы на три стороны, что позволяет каждому персонажу быть в центре внимания в последние моменты своего развития». Каролина Сид из The A.V. Club дала эпизоду оценку «B» и отметила, что Marvel могут вернуть Кингпина, если захотят, поскольку его убийство произошло вне кадра. Кирстен Говард из Den of Geek вручила серии 4,5 звёзд из 5 и порадовалась раскрытию того, что «Лора Бартон тоже когда-то была агентом „Щ.И.Т.а“».